# Vũ Thị Mai Phương
Vũ Thị Mai Phương (sinh năm 1951) là một nghệ sĩ nhân dân, nghệ sĩ đàn tỳ bà người Việt Nam. Bà được xem là người tiên phong trong công việc sáng tác, biểu diễn và cải tiến đàn tỳ bà tại Việt Nam. Bà cũng là nghệ sĩ chơi đàn tỳ bà đầu tiên tại nước này được phong tặng danh hiệu nghệ sĩ nhân dân. Các tác phẩm do Mai Phương sáng tác thường là sự lựa chọn của các nghệ sĩ Việt Nam trong tiết mục độc tấu đàn tỳ bà.

## Tiểu sử
Vũ Thị Mai Phương sinh năm 1951 tại Hà Nội, nguyên quán của bà ở huyện Văn Giang, tỉnh Hưng Yên. Hồi bé, bà được học vĩ cầm từ một người quen của gia đình. Năm 1960, bà thi vào Trường Âm nhạc Việt Nam (nay là Học viện Âm nhạc quốc gia Việt Nam). Tới ngày thi, bà quên không mang theo cây vĩ cầm nên được các giáo viên gợi ý thi xướng âm. Sau khi đạt kết quả thi xuất sắc, bà nhận được sự quan tâm của nghệ sĩ Vũ Tuấn Đức, người thành lập ra khoa Âm nhạc dân tộc (nay là khoa Âm nhạc truyền thống) và được nghệ sĩ khuyên nên theo học song song cả vĩ cầm và đàn tỳ bà.

## Sự nghiệp
Sau khi tốt nghiệp tại Học viện Âm nhạc Quốc gia Việt Nam, bà được giữ lại làm giảng viên đàn tỳ bà và làm việc với học viện âm nhạc trong 38 năm từ năm 1969 đến năm 2007 trước khi nghỉ hưu. Ngoài công việc giảng dạy, bà còn tham gia biểu diễn ở nhiều nơi, tham gia nhiều tốp nhạc, nhóm nhạc nổi danh một thời như nhóm "Phong Lan", "Hương Sen", "Con Gái", "Cúc Vàng" và có nhiều chuyến đi lưu diễn ở nước ngoài. Để làm tốt công tác giảng dạy, bà sáng tác nhiều bản nhạc cho tỳ bà và những tác phẩm đó vẫn đang là những bản nhạc mẫu cho cây đàn. Một số bản nhạc vẫn đang được đưa vào chương trình giảng dạy đàn tỳ bà trên khắp cả nước như: "Chỉ một niềm tin", "Niềm tâm sự", "Nước về đồng", "Kỷ niệm quê hương"... Năm 1998, bà viết luận án thạc sĩ với đề tài "Cây đàn Tỳ bà trong âm nhạc truyền thống Việt Nam".
Mai Phương từng được tham gia biểu diễn 3 lần tại Festival Thanh niên Quốc tế tổ chức ở Liên Xô, Đức, Tiệp Khắc và nhiều chuyến đi biểu diễn ở Thụy Sĩ, Thụy Điển, Pháp, Hồng Kông... Trong sự nghiệp giảng dạy, bà đã đào tạo cho bộ môn đàn tỳ bà nhiều nghệ sĩ trên khắp cả nước có thể kể đến như Nông Thị Bích Kim, Kim Hạnh, Phạm Thị Huệ, Vũ Diệu Thảo, Phan Thủy, nghệ sĩ Thanh Thư, nghệ sĩ Nguyễn Thị Thanh, nghệ sĩ Nguyễn Thị Ánh, nghệ sĩ Nghiêm Thu.

### Cải tiến đàn tỳ bà
Mai Phương còn được biết đến là người đã cải tiến đàn tỳ bà. Bà đã chuyển từ hệ thống bát âm nguyên bản của cây đàn gồm 8 phím lên tới 18 phím với 3 quãng  tám để người chơi đàn có thêm nhiều âm vực qua đó có thể biểu diễn tất cả các nhạc phẩm, từ dân ca nhạc cổ 3 miền Việt Nam đến các tác phẩm trong nước và nước ngoài.
Các tác phẩm của Mai Phương thường là sự lựa chọn hàng đầu của các nghệ sĩ Việt Nam trong tiết mục độc tấu với đàn tỳ bà. "Suy tư" là một sáng tác đòi hỏi nhiều sự thể hiện cảm xúc cùng với tiết tấu nhanh yêu cầu sự điêu luyện trong diễn tấu đã được nghệ sĩ Vũ Diệu Thảo biểu diễn trên sân khấu lớn và đã có được nhiều ấn tượng cũng như sự yêu mến của khán thính giả. Trong thời gian một sinh viên gặp khó khăn tài chính trong việc mua dây đàn, Mai Phương còn nghĩ ra cách thay dây của đàn guitar vào đàn tỳ bà.

## Vinh danh
Mai Phương được xem là "cánh chim đầu đàn" trong công việc sáng tác và giảng dạy đàn tỳ bà tại Việt Nam. Chuyên trang Tâm Việt của báo Tiền Phong còn cho rằng bà là nữ nghệ sĩ đàn tỳ bà đầu tiên tại Hà Nội. Trong lĩnh vực khí nhạc Việt Nam, Mai Phương được công nhận là một trong số nhiều nhạc sĩ sáng tác cũng chính là những nghệ sĩ biểu diễn đã gắn tên tuổi mình vào các tác phẩm được công chúng ghi nhận. Bà đã giành được nhiều huy chương, giải thưởng như: Huy chương vàng cho sáng tác và biểu diễn tại Hội diễn ca nhạc chuyên nghiệp toàn quốc năm 1981, Huy chương vàng tại Nhạc hội Dijon, Pháp năm 1993, giải Nhì Hội diễn ca nhạc chuyên nghiệp toàn quốc năm 1993, Huy chương Vì sự nghiệp giáo dục và đào tạo của Bộ Giáo dục và Đào tạo năm 1995...
Mai Phương được nhà nước Việt Nam phong tặng danh hiệu Nghệ sĩ ưu tú năm 1993 và danh hiệu Nghệ sĩ nhân dân năm 2007. Bà cũng là nghệ sĩ đàn tỳ bà đầu tiên của Việt Nam được phong tặng danh hiệu Nghệ sĩ nhân dân.